# アンドレ・ジッド
アンドレ・ポール・ギヨーム・ジッド（André Paul Guillaume Gide, 1869年11月22日 - 1951年2月19日）は、フランスの小説家。アンドレ・ジイド（昭和時代はこの表記が多かった）、アンドレ・ジードとも表記される。
文壇誌『新フランス評論(NRF)』創刊者の一人。『日記』は半世紀以上書かれ、フランス日記文学を代表する作品である。
人間の自由とキリスト教的モラルの対立を主題にした小説を多く書いた。幼時に受けた厳格な宗教の教育と性的な欲求の矛盾が、その根底にある。また文芸批評家としても活躍。評論に『ドストエフスキー』、小説に『背徳者』『狭き門』『田園交響楽』などがある。

## 生涯と作品

### 生い立ち

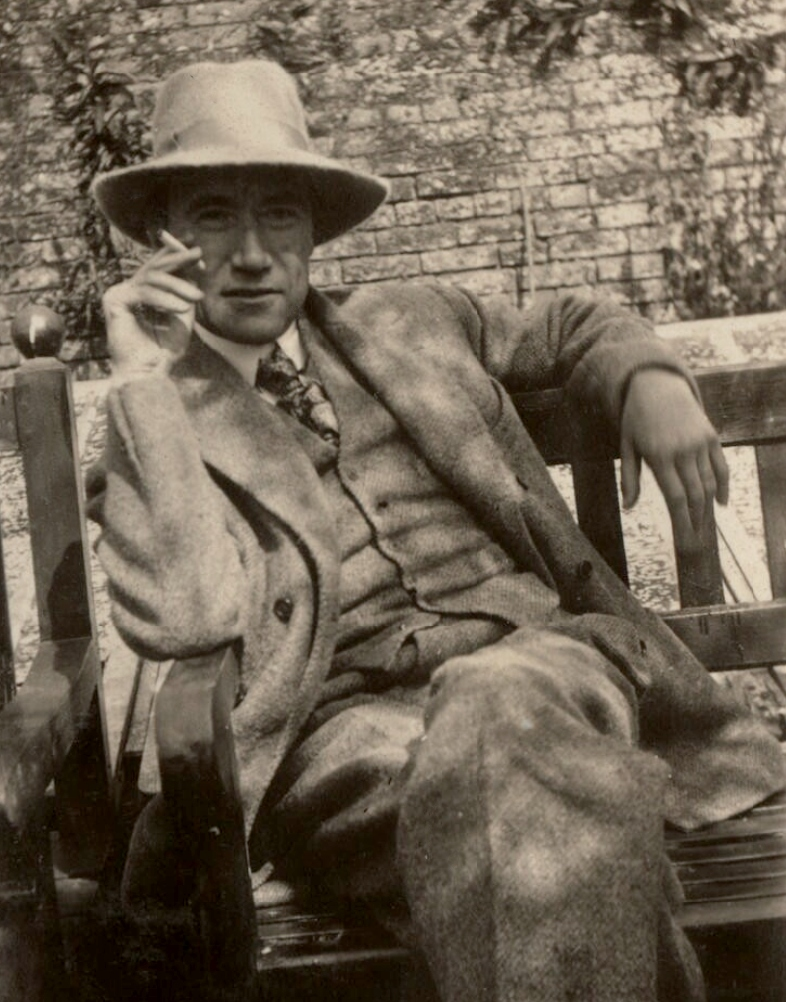
壮年時代(1920年)

1869年パリ6区メデシス街に生まれる。父ジャン・ポール・ギヨーム・ジッドは南仏ユゼス出身でプロテスタントの家系、パリ大学法学部教授をつとめた。母ジュリエットは北仏ルーアン出身の裕福な織物業者ロンドー氏の娘。叔父は経済学者のシャルル・ジッド。少年期はたびたびユゼス、ルーアン、ラ・ロックの別荘などを訪れた。6歳頃からピアノを習い始め、生涯の趣味とした。8歳の時にアルザス学院に入学。品行不良（自慰の習慣）のため一次停学、病弱のために休校して親戚の家などで保養し、10歳の時にアルザス学院に復学。11歳の時に父が亡くなり、母、伯母、家庭教師によって育てられる。またアルザス学院を退学し、療養のために各地の保養地を転々としたのちにパリに戻る。この頃アンリ・フレデリック・アミエル、ゴーティエ、ハイネを愛読する。14歳の時にアルザス学院再入学するが3カ月で退学。17歳の時にアルザス学院の修辞クラスに入り、ピエール・ルイスと知り合い文学的友情で結ばれる。
1888年にアンリ4世校の哲学学級に転校。レオン・ブルムと知り合い、『ラ・ルヴュ・ブランシュ』誌の編集を手伝う。バカロレアに合格するが、文学に専念するために大学進学はやめる。1890年にルイスを通じてポール・ヴァレリーと知り合い、母方の従姉マドレーヌ・エマニュアルへの思いを主題にした『アンドレ・ワルテルの手記』を執筆し、翌年自費出版。やがてステファヌ・マラルメの「火曜会」に出入りするようになる。『アンドレ・ワルテルの手記』はマラルメから絶賛され、その後も象徴主義の影響が色濃い作品を発表する。またオスカー・ワイルドとも知り合う。

### 北アフリカ
1892年に北仏のナンシーで兵役に就くが肺結核でまもなく除隊。
1893年、親友のポール・アルベール・ローランスと北アフリカ（アルジェリア、チュニジア）を旅行。以後たびたび同地へ赴き、ワイルドとアルフレッド・ダグラス卿にも邂逅、娼婦との交流や同性愛を経験する。この一連の体験がキリスト教的な束縛からの脱却による文学者としての転機となった。

### レシとソチ
1895年にマドレーヌと結婚。同年『パリュード』を発表し、これが象徴主義との実質的な決別となる。1897年、『地の糧』を発表。『地の糧』は出版当時はほとんど世評にものぼらなかったが、20年後に新しい青年層に注目され、広く認められるようになった。1902年の『背徳者』においては、生の価値と快楽に目覚め、既成道徳から背をそむけてゆく男の悲劇を描く。この時期の作品はナチュリスムはと呼ばれる流れに位置づけられた。
1908年に『新フランス評論(NRF)』の創刊に参加するが、1号で中断。翌年再刊し、過剰な神秘主義に陥るヒロインの愛と悲劇を描く『狭き門』を連載、一般読者にも評価を得た。1912年にマルセル・プルーストから『スワン家の方へ』のNRFからの出版を依頼されたが拒否、その後読み直してプルーストに謝罪し、『失われた時を求めて』の2巻以降はNRFから出版されることになった。
1914年の『法王庁の抜け穴』では、ローマ法王やフリーメイソンを皮肉ったストーリー設定の下、動機のない殺人（「無償の行為」）を遂行するラフカディオという主人公を登場させた。なお、ジッドは『背徳者』、『狭き門』、『田園交響楽』（1919年）などの一人称語り手による単線的な筋の作品を「レシ（物語）」、『パリュード』、『鎖を離れたプロメテ』（1899）、『法王庁の抜け穴』などの批判的・諧謔的な作品を「ソチ（茶番劇）」と分類して、「ロマン（小説）」と区別している。

### ロマン

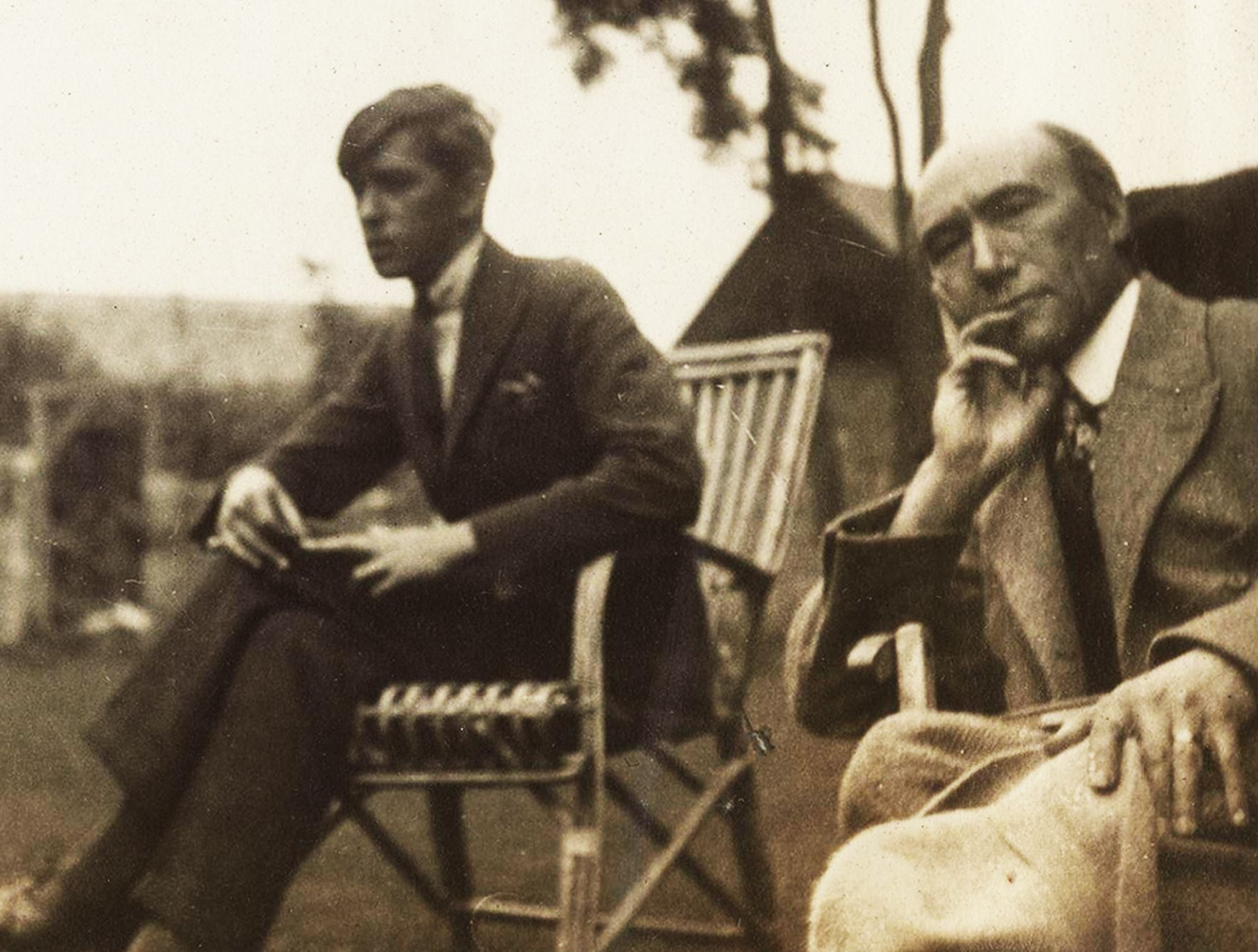
32歳下の愛人マルク・アレグレと(1920年)。マルクはジッドのコンゴ旅行に同行し、その記録映画制作をきっかけに映画界へ。実弟のイヴ・アレグレも映画監督。ジッドはバイセクシャルのマルクに子を持たせ、その子の代父になることを熱望した

1917年頃、家庭教師だったエリ・アレグレ牧師の息子で16歳のマルクと関係を持つようになる。1926年、『贋金つくり』（『贋金つかい』とも訳される）を発表。これはジッドが唯一「ロマン」として認めた代表作であり、ドストエフスキーやイギリス小説（フィールディング、ディケンズ、スティーブンソンなど）から学んだ手法をとりまぜた作品である。作中にエドゥワールという小説家が登場し、作品と同名の小説（「贋金づくり」）を書くという設定になっており、いわゆる「小説の小説」になっている。このようなメタ的な手法（「紋中紋」）は後のヌーヴォー・ロマンの作家たちに多大な影響を与えたと言われる。
作品には、生涯の妻であったマドレーヌの影響が強く、『背徳者』、『狭き門』などに彼女の影を持った女性キャラクターが登場している。しかしながら、マドレーヌのことを愛しながら性交渉をもたず（いわゆる「白い結婚」）、マルク・アレグレとの同性愛関係により結婚生活は破綻をきたしていたと言われる。このアレグレとの関係は、自伝的な特色がある『日記』に詳しく書かれている。また、彼にはエリザベート・ヴァン・リセルベルグ（テオ・ファン・レイセルベルヘの娘）とのあいだに1923年、一女カトリーヌをもうけている。ジッドはエリザベートに「私はただ一人の女性しか真に愛すことがないだろうし、若い男にしか真の欲望をもてない。しかし君に子供がいないのを見るのは忍び難く、また、私自身に子供がいないのも耐え難い」と書き送っている。また、『コリドン』（1924年）では男色を擁護し、つづく自伝の『一粒の麦もし死なずば』（1926年）で自らの同性愛的性向をカミング・アウトした。

### 中央アフリカ
1926年7月から1927年5月にかけて、フランス政府からの依頼による調査のために、フランス領赤道アフリカ、フランス領コンゴ（現コンゴ共和国）、ウバンギ・シャリ（現中央アフリカ共和国）、一時チャドに滞在した後カメルーンを視察したのちフランスへ帰国して『コンゴ紀行』（1927年）と『チャドからの帰還-続コンゴ紀行』（1928年）を発表した。『コンゴ紀行』及び『チャドからの帰還-続コンゴ紀行』では、フランスの植民地支配のあり方について疑義を唱え、当時の社会に波紋を呼び起こした。1920代後半から1930年代にかけ知識人としてのアンガージュマン（政治参加）が目立つようになる。

### ロシア
1930年代に入ってからは、ソヴィエトへの共感を口にし始め、共産主義的傾向を強める。しかし1936年、ソビエト連邦作家同盟の招待を受け、重体であったマクシム・ゴーリキーを見舞うために同国を訪れたジッドは、約2ヶ月間の滞在ののち『ソヴィエト紀行』でソ連の実態を明らかにしてスターリン体制に反対する姿勢を鮮明にし、左派から猛批判を受ける。ジッドは翌年の『ソヴィエト紀行修正』（1937年）で前著に対する批判には反論している。『ソヴィエト紀行』は10万部以上を売上げ、ソ連批判の書物としては最大の売り上げとなる。その後は反ナチ・反ファシズムを貫き、第二次大戦前には反戦・反ファシズム世界青年会議名誉議長を務めた。

### 晩年
1938年、マドレーヌが亡くなると深い孤独感に陥り、『今や彼女は汝の中にあり』を書く。1939年、戦禍を避けチュニスに移住。北アフリカを点々としていたが、1945年にパリに戻る。
1945年にゲーテ賞授与。1947年にオックスフォード大学から名誉博士号、同年ノーベル文学賞受賞。
1951年パリの自宅にて肺充血により死去。その著作は死後、ローマ教皇庁により、禁書に指定された。

## 影響
日本では、和気津次郎による紹介を皮きりに、堀口大學、山内義雄などの手によって知られるようになった。小説家・石川淳による批評文もあり、石川はジッドの小説を翻訳してもいる。また、ジッドの著作は当時の文人たちに多大な影響を与えた。例えば横光利一の純粋小説論はジッドの『贋金つくり』が影響していると言われている。

## 作品リスト

### 詩・小説・戯曲等
- 『アンドレ・ワルテルの手記』Les Cahiers d'André Walter, 1891年
- 『アンドレ・ワルテルの詩』Les Poésies d'André Walter, 1892年（詩集）
- 『ユリアンの旅』Le Voyage d'Urien, 1893年
- 『愛の試み』La Tentative amoureuse, 1893年
- 『パリュード』Paludes, 1895年
- 『地の糧』Les Nourritures terrestres, 1897年（散文詩）
- Feuilles de route 1895-1896, 1897年
- 『鎖を解かれたプロメテ』Le Prométhée mal enchaîné, 1899年
- 『フィロクテート』Phylactère, 1899年（戯曲）
- 『カンドール王』Le Roi Candaule, 1901年（戯曲）
- 『背徳者』L'Immoraliste, 1902年
- 『サウル』Saül, 1903年（戯曲、未完）
- 『放蕩息子の帰宅』Le Retour de l'Enfant prodigue, 1907年
- 『狭き門』La Porte étroite, 1909年
- 『シャルル＝ルイ・フィリップ』Charles-Louis Philippe, 1911年
- 『イザベル』Isabelle, 1911年
- Bethsabé, 1912年（戯曲、未完）
- 『法王庁の抜け穴』Les Caves du Vatican, 1914年
- 『田園交響楽』La Symphonie pastorale, 1919年
- Caractères, 1925年
- 『贋金つくり』Les Faux-monnayeurs1925年
- 『一粒の麦もし死なずば』Si le grain ne meurt, 1926年（自伝的作品）
- Dindiki, 1927年
- 『女の学校』L'École des femmes, 1929年
- 『ロベール』Robert, 1930年
- La Séquestrée de Poitiers, 1930年
- 『エディップ』Œdipe, 1931年（戯曲、ソポクレス『オイディプス王』の再作品化）
- Divers, 1931年
- 『ペルセフォーヌ』Perséphone, 1934年（オペラ＝バレのための劇詩、ストラヴィンスキーの音楽とクルト・ヨースによる振り付け）
- 『新しき糧』Les Nouvelles Nourritures, 1935年
- 『ジュヌヴィエーヴ』Geneviève, 1936年
- Découvrons Henri Michaux, 1941年
- 『架空会見記』Interviews imaginaires, 1943年
- 『テゼ』Thésée, 1946年
- Souvenirs littéraires et problèmes actuels, 1946年
- Le Retour, 1946年（レイモン・ボヌールと共作、未完）
- Poétique, 1947年
- Le Procès, 1947年（カフカの小説『審判』の戯曲化、ジャン＝ルイ・バローと共作）
- L'Arbitraire, 1947年
- Préfaces, 1948年
- Rencontres, 1948年
- 『法王庁の抜け穴』Les Caves du Vatican, 1948年（笑劇）
- Éloges, 1948年
- 『ロベール、あるいは一般の利益』Robert ou l'Intérêt général, 1949年（『ロベール』の戯曲化）

### エッセイ・評論等
- 『ナルシス論』Le Traité du Narcisse, 1891年（象徴主義論）
- Réflexions sur quelques points de littérature et de morale, 1897年
- 『アンジェルへの手紙』Lettres à Angèle, 1900年
- De l'Influence en littérature, 1900年
- Les Limites de l'Art, 1901年
- De l'Importance du Public, 1903年
- 『プレテクスト』Prétextes, 1903年
- Amyntas, 1906年（北アフリカ旅行記）
- Dostoïevsky d'après sa correspondance, 1908年
- 『オスカー・ワイルド』Oscar Wilde, 1910年
- 『新プレテクスト』Nouveaux Prétextes, 1911年
- C.R.D.N., 1911年（私家版・12部限定）
- Ne jugez pas: souvenirs de la cour d'assises, 1913年
- 『コリドン』Corydon, 1920（私家版、C.R.D.N.から改題）
- Morceaux choisis, 1921年
- Pages choisies, 1921年
- Numquid et tu... ?, 1922年
- 『ドストエフスキー』Dostoïevsky, 1923年（ジャック・リヴィエールに献呈）
- Incidences, 1924年
- 『コリドン』Corydon, 1924年
- Le Journal des Faux-Monnayeurs. Paris: Nouvelle revue française. 1927..
- 『コンゴ紀行』Voyage au Congo, 1927年
- 『チャドからの帰還 - 続コンゴ紀行』Le Retour du Tchad, 1928年
- Essai sur Montaigne, 1929年
- Un esprit non prévenu, 1929年
- 『ルデュロー事件』L'Affaire Redureau, 1930年（実在の事件のノンフィクション）
- Pages de Journal 1929-1932, 1934年
- Nouvelles Pages de Journal 1932-1935, 1936年
- 『ソヴィエト旅行記』Retour de l'U.R.S.S., 1936年
- 『ソヴィエト旅行記修正』Retouches à mon Retour de l'U.R.S.S., 1937年
- Notes sur Chopin, 1938年
- 『日記 1889-1939』Journal 1889-1939, 1939年
- Découvrons Henri Michaux, 1941年
- Pages de Journal, 1944年（1939-1941期間）
- Pages de Journal 1939-1942, 1944年
- Paul Valéry, 1947年
- Feuillets d'automne, 1949年
- Anthologie de la poésie française, 1949年
- Journal 1942-1949, 1950年
- Littérature engagée, 1950年
- Égypte 1939, 1951年
- Et nunc manet in te, 1951年（回想録）

翻訳
- L'offrande lyrique, 1913年（ラビンドラナート・タゴールの詩集『ギータンジャリ』の仏語訳）

編著
- Les pages immortelles de Montaigne 1939年（序文アンソロジー）

### 没後刊行
- Ainsi soit-il ou Les Jeux sont faits, 1952年（回顧録）
- Le Récit de Michel, 1972年
- À Naples, 1993年
- Le Grincheux, 1993年
- L'Oroscope ou Nul n'évite sa destinée, 1995年（戯曲）
- Isabelle, 1996年（戯曲、ピエール・エルバールとの合作）
- Journal, vol. 1 : 1887-1925, vol. 2 : 1926-1950, 1996-1997年
- Le Ramier, 2002年
- Hugo, hélas !, 2002年
- Histoire de Pierrette, 2010年
- Quelques réflexions sur l’abandon du sujet dans les arts plastiques, 2011年

### 日本語訳
全集・作品集
- 『ジイド全集』全18巻、金星堂、1934-1935年
- 『アンドレ・ジイド全集』全12巻、建設社、1934-1937年。青山二郎装丁
- 『アンドレ・ジイド全集』全16巻、新潮社、1950-1951年
- 『アンドレ・ジッド代表作選』全5巻、若林真単独訳、慶應義塾大学出版会、1999年
- 『アンドレ・ジッド集成』全5巻、二宮正之単独訳、筑摩書房、2014年-（4巻まで刊行）
- 『世界文学全集 第1期13 アンドレ・ジイド』河出書房、1954年
- 『世界文学大系 50 ジイド』筑摩書房、1963年
- 『世界文学全集 47 ジイド』筑摩書房、1966年
- 『世界文学全集 20世紀の文学22 ジイド モーリアック』集英社、1966年
- 『カラー版 世界文学全集 25 ジイド』河出書房新社、1967年
- 『新潮世界文学28 ジッド Ⅰ』『―29 ジッド Ⅱ』新潮社、1970年
- 『世界文学全集 24 アンドレ・ジイド』新潮社 1971年
- 『ノーベル賞文学全集10 ジッド モーリヤック』主婦の友社、1978年
- 『河出世界文学全集16 ジィド』河出書房新社、1989年

各・作品
- 『パリュウド』小林秀雄訳、岩波文庫、1935年
- 『地上の糧』堀口大學訳、第一書房、1937年（角川文庫、1953年）
- 『地の糧・ひと様々』今日出海訳、白水社、1936年（『地の糧』新潮文庫、1967年）
- 『大地の糧』高橋昌久訳、京緑社、2022年
- 『背徳者』石川淳訳、改造文庫、1929年（新潮文庫、1951年）
- 『背徳者』川口篤訳、岩波文庫、1936年
- 『背徳の人』二宮正之訳、ちくま文庫、2008年
- 『狭き門』川口篤訳、岩波文庫、1937年
- 『狭き門』山内義雄訳、新潮社、1923年（新潮文庫、1954年）
- 『イザベル』新庄嘉章・林文雄訳、春陽堂、1934年（『イザベル・青春』、新潮文庫、1955年）
- 『法王庁の抜け穴』石川淳訳、岩波文庫、1928年
- 『法王庁の抜け穴』生島遼一訳、新潮文庫、1952年
- 『法王庁の抜け穴』三ツ堀広一郎訳、光文社古典新訳文庫、2022年
- 『田園交響楽』神西清訳、新潮文庫、1952年
- 『贋金つくり』山内義雄訳、1940年、白水社（新潮文庫、1952年、改題『贋金つかい』1969年）
- 『贋金つくり』川口篤訳、岩波文庫、1962年
- 『一粒の麦もし死なずば』堀口大學訳、新潮文庫、1952年
- 『女の学校・ロベェル』新庄嘉章訳、春陽堂、1933年（白桃書房、1946年、新潮文庫、1951年）
- 『女の学校・ロベエル』堀口大學訳、第一書房、1939年
- 『女の学校・ロベール』川口篤訳、岩波文庫、1946年
- 『未完の告白』新庄嘉章訳、新潮文庫、1952年（Geneviève）
- 『コンゴ紀行』河盛好蔵訳、岩波文庫、1938年
- 『続コンゴ紀行　- チャド湖より還る』杉捷夫訳、岩波文庫、1939年
- 『ソヴェト旅行記』小松清訳、岩波文庫、1937年
- 『ソヴェト紀行修正』堀口大學訳、第一書房、1937年
- 『ソヴェト旅行記』『―修正』小松清訳、新潮文庫、1952年
- 『ソヴィエト旅行記』國分俊宏訳、光文社古典新訳文庫、2019年（「修正」を併録）
- 『ジッドの日記』（全5巻）新庄嘉章訳、日本図書センター、2003年（小沢書店で第3巻目まで刊）

## 評伝、研究書
- クロード・マルタン『アンドレ・ジッド』、吉井亮雄訳、九州大学出版会、2003年。
- 吉井亮雄『ジッドとその時代』、九州大学出版会、2019年。

## 関連人物
- ジャン・ジュネ